# سیارک ۱۲۰۱۰۳
سیارک ۱۲۰۱۰۳ (به انگلیسی: 120103 Dolero، نامگذاری:2003FW6) صد و بیست هزار و صد و سومین سیارک کشف شده‌است که در ۲۴ مارس ۲۰۰۳ کشف شد.